# Морровалле
Морровалле (итал. Morrovalle) — коммуна в Италии, располагается в регионе Марке, в провинции Мачерата.
Население составляет 9921 человек (2008 г.), плотность населения составляет 220 чел./км². Занимает площадь 42 км². Почтовый индекс — 62010. Телефонный код — 0733.
Покровителем коммуны почитается святой апостол Варфоломей, празднование 24 августа.

## Демография
Динамика населения:

## Известные уроженцы
- Джованни Минио да Моровалле (ок. 1250—1313) — итальянский богослов, генеральный министр францисканского ордена, кардинал, декан Коллегии кардиналов.

## Администрация коммуны
- Официальный сайт: https://web.archive.org/web/20060414011410/http://morrovalle.org/